# パーンディヤ朝

パーンディヤ朝
பாண்டிய நாடு

パーンディヤ朝の版図（1250年）

パーンディヤ朝（パーンディヤちょう、Pandya、発音としてはパーンデャ）は、紀元前後から3世紀頃、6世紀末から10世紀初頭、12世紀末から14世紀初頭にインド南端部で繁栄したヒンドゥー系王朝の名称。首都はいずれもマドゥライだとされている。とくに12世紀末から14世紀初頭に繁栄し、チョーラ朝を倒した王朝については以前の王朝と区別して後期パーンディヤ朝と呼称する場合もある。

## 歴史

### シャンガム時代のパーンディヤ朝と諸外国による記録
パーンディヤ朝に関する最古の記録のひとつに紀元前3世紀のマウリヤ朝のアショーカ王による 紀元前273年から 同232年の間に刻まれた 磨崖詔勅の銘文が挙げられる。またMinakshipuramで、ジャイナ教徒に苦行で用いるための石を切り出してつくった寝台の石に紀元前2世紀から1世紀と同定できる銘文が発見され、ネドゥンジェリアンが登場する。同時期のパーンディヤ朝の鋳造貨幣の銘文にもこの王の名を見つけることができる。
一方、ヨーロッパ側にもメガステネスによるパンダイヤ伝承（ヘラクレスが娘のパンダイヤにインド南部を支配させ彼女の支配した地域もパンダイヤと呼ばれた。）やプリニウスによる女王国伝承（インドのパンダエ王国は女王のおさめる国であるというもの）が残されている。これは、南インドに現在でも女性を族長とする部族がいるが、そういった情報が歪んだ形でヨーロッパに伝わったためと考えられている。ストラボンは、紀元前22年にローマ帝国にパーンディヤ朝からの使者が来訪したという記録を残している。
パーンディヤ朝は、最初コルカイというインド亜大陸南端部にあった港の支配者であったが、やがてマドゥライに遷都した。
紀元後60年から 100年頃に書かれた『エリュトゥラー海案内記』には、パーンディヤ朝に関して豊富な記述をみることができる。例えば「ネルシンダ（Nelcynda）は、ムツリス（Muziris）と川を隔てた場所にあり、海辺から500スタジア離れた場所にある。そしてもうひとつの王国、パンディアンに属する町である。パンディアンは、川のそばに位置し、海から150スタジア離れた場所にある。」と書かれている。
しかし、紀元前後から3世紀頃のパーンディヤ朝について詳しい記録を残しているのは、やはり、パーンディヤ朝の首都に建てられた文芸院シャンガムの会員であった詩人たちによるシャンガム文学（作品）やセイロンの史料である。パーンディヤ朝の君主たちは、伝説上の「シャンガム」学芸院を保護したと伝えられ、パーンディヤ朝の君主たちの中にもシャンガムの詩人がいたとされる。
シャンガム文学には、たくさんの詩人たちによってパーンディヤ朝の王たちの業績が伝えられている。「タライヤランガーナム（Talaiyalanganam）の戦いの勝利者」と呼ばれるネドゥンジェリアン、「アーリヤ軍の征服者」と呼ばれるもう一人のネドゥンジェリアンなどの王の業績がシャンガム文献の中で語られている。アカナヌール（Akananuru）やプラナヌール（Purananuru）の中に見られる短い詩だけでなく、10の長詩パットウパットウに含まれるマスーライカーンシー（Mathuraikkanci）とネドゥナルヴァダーイ（Nedunalvadai）という２つの長大な作品にもシャンガム時代と呼ばれる1世紀から3世紀のパーンディヤ朝の社会の様子や商業活動を垣間見ることができる。
ただし、シャンガム時代のパーンディヤ朝におけるできごとの正確な年代を知ることは非常に困難である。残存しているシャンガム文献の時代すら決定するのが困難なのである。
例外なのは、いわゆるシャンガム時代より後の時代に書かれたものであることで共通認識されている長編叙事詩であるシラヴァーティハーラムと仏教に関する叙事詩であるマニメーハライであって、これらの詩が、すばらしい名詩の形態をとりながら私たちに歴史を伝えてくれる。それぞれの詩からは、詩人の記した本の「奥付」にあたる「日付」や詩の主題になる出来事、詩に関係する王や族長の名前やその時代の業績についての賛辞を見つけることができる。
詩人を援助した多くの王や族長の名前を詩の「日付」やまれに詩そのものの本文から見つけることができる。しかし、同時期の異なった王統をお互いに付き合わせて並べてみるという作業は、史料の混乱や「日付」の史料価値に疑問を呈する研究者もいて、実証には非常な困難がつきまとっている。
紀元前43年から同29年までパーンディヤ朝がセイロンを支配したという記録、2世紀にはチョーラ朝のカリカーラ王に従わされていたが、210年ごろの王であるネドゥンジェリアンがチョーラ朝とケララにあったチェーラ朝の連合軍を破ったという記録がある。このようなパーンディヤ朝の繁栄をささえたのは、スリランカとインドの南端の海岸で行われた真珠の養殖で、当時世界でも最高級の真珠が生産されていた。真珠の取引を中心としたローマとの海外交易で、パーンディヤ領内と思しき遺跡からはおびただしいローマ貨幣の出土をみることができる。
シャンガム時代に並行ないしややおそい時期の諸外国の記録として、中国の魚豢によって書かれた3世紀ごろの『魏略』に「盤越（上古音：bān-guad）」なる国について、「盤越国、一名漢越王なり。天竺の東南数千里に在りて、益部（益州）と相近し。其の人の小さきこと中国人と等し。蜀人の賈（商人）至るが似（ごと）し。」との記述がある。パーンディヤ朝からベンガル湾を渡ってイラワジ川を遡って四川省に至るいわゆる「西南シルクロード」の交易路の存在を示唆している。
また ローマ帝国の「背教者」と呼ばれる皇帝ユリアヌスの時代、361年にパーンディヤ朝からの使者が訪れている。ローマ帝国の交易センターは、パーンディヤ領のヴァイハイ川の河口で、マドゥライの南東に位置するアラガンクラムにあった。パーンディヤ朝は、プトレマイオス朝エジプトと交易関係があって、プトレマイオス朝滅亡後はエジプトを経由してローマと通交があった。また前述のように3世紀の中国とも通交があった。1世紀の古代ギリシャの歴史家ダマスカスのニコラウスは、初代皇帝アウグストゥスの治世である西暦13年にダマスカスで、インドの王「パーンデォン」若しくは「ポールス」によって遣わされた使者に会っている。

### 南インド諸王朝との抗争
4世紀から6世紀のパーンディヤ朝の様子は審らかでないが、北方のマイソール地方から来たというカラブラ族の支配を受けたために独自の記録がないためである。パーンディヤ朝の刻文史料には、カラブラ族は仏教やジャイナ教を保護してパーンディヤ王がバラモンに与えた村落を奪った悪しき支配者として記録され、そのような支配者からカドゥンゴーン（位560? - 590?, 位590? - 620?）が独立を果たしたことが記録されている。カドゥンゴーン王の後継者たちは、西海岸のケララ地方にまで勢力を拡大したが、7世紀末のアリケーシャリ・マーラヴァルマン（位640? - 674?, 位670?-700?）
の時代頃からパッラヴァ朝との抗争が激化した。マーラヴァルマン・ラージャシンハ（位730 - 65）のとき、パッラヴァ朝とバーダーミのチャールキヤ朝の連合軍を破り、底力をしめした。ジャリタ・バラーンタカ・ネドゥンジェリアン（ヴァラグナ1世）（位765 - 790?, 815？）は、西方のケララ地方のみならず北東のタンジョール地方まで勢力を及ぼし、パッラヴァ朝を脅かした。
次のシュリーマラ・シュリーヴァラバ（位815?,830?- 862）の時代にはセイロンを侵略し、その首都を陥落させる勢いであったが、パッラヴァ朝とラーシュトラクータ朝の連合軍及びセイロン王セーナ2世に挟み撃ちにされて、首都マドゥライは陥落させられ、シュリーヴァラバ王は戦死した。その間チョーラ家のヴィジャヤラーヤ（位846 - 871）が、パッラヴァ朝とパーンディヤ朝が抗争を繰り返す過程で勢力を拡大し、パッラヴァ朝の封臣ムッタライヤル家からタンジャヴールを奪って本拠とした。またヴィジャヤラーヤによって、パーンディヤ朝のヴァラグナ・ヴァルマン2世（位862 - 880）はシュリー・プランビアムで大敗し、ヴィジャヤラーヤの孫のアーディティヤ1世（位871 - 907）は、パッラヴァ朝の内乱に乗じて主君のであるはずのパッラヴァ家のアパラージタを殺害し、その領地を併合した。ヴァラグナ・ヴァルマン2世の孫マーラヴァルマン・ラージャシンハ2世（位900?,905? - 920）もバラーンタカ＝チョーラ1世（位907 - 955）に本拠マドゥライを陥落させられ、たよりのセイロンの援軍も破られその版図は併合された。パーンディヤ王は、セイロンに逃れ、セイロンとチョーラ朝はこのことを契機に反目するようになった。マーラヴァルマン・ラージャシンハ2世の亡命により一旦パーンディヤ朝は、滅亡した。チョーラ朝は、チョーラ＝パーンディヤと称する太守をマドゥライに置いた。パーンディヤ家はセイロンでの長く苦しい亡命生活を強いられることになる。

### 後期パーンディヤ朝の栄光と滅亡

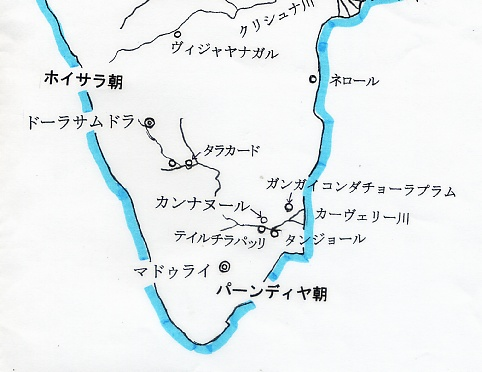
終末期のチョーラ朝とホイサラ朝、パーンディヤ朝

しかし、12世紀末になってチョーラ朝がすっかり弱体化してくると、ジャターヴァルマン・クラーシェカラ（位1190 - 1216）がパーンディヤ朝を再建する。これ以降を後期パーンディヤ朝と呼ぶ。次のマーラヴァルマン・スンダラ・パーンディヤ1世（位1216 - 1238）は、チョーラ朝を打ち破って心臓部のタンジャブールまで侵攻した。パーンディヤ朝の攻勢に苦しむチョーラ朝は、北西隣のカルナータカ州中南部を支配していたホイサラ朝に救援を求めた。もとよりカーヴェリー川流域の支配をねらうホイサラ朝は、チョーラ朝と同盟してパーンディヤ朝と戦うことになるが、ジャターヴァルマン・スンダラ・パーンディヤ1世（位1251 - 1268）は、ホイサラ・チョーラ連合軍を打ち破って、コロマンデル海岸をネロール地方まで北上し、チョーラ朝を首の皮一枚までのところまで追い詰めた。ジャターヴァルマン・スンダラ・パーンディヤ1世は、「寺院を黄金で覆った王」という別名を持ち、海外交易の振興によって経済的にも繁栄した。その一例として、『元史』巻210にも、「馬八兒（マバル）の国王は算弾と呼ばれ」との記録も見られ、中国との盛んな交易を物語っている。継いだマーラヴァルマン・クラーシェカラ1世（位1268 - 1309）は、ついにチョーラ朝に止めを刺してこれを滅ぼし、その版図を併呑した。パーンディヤ朝の繁栄は続き、マルコ・ポーロもその繁栄ぶりについて記述している。
しかし、晩年になると、息子たちヴィーラ・パーンディヤ（王位僭称期間1309 - 1345）とスンダラ・パーンディヤ（王位僭称期間1309 - 1327）による王位継承争いが起こり、クラーシェカラ1世自身もスンダラ・パーンディヤによって殺害された。パーンディヤ朝は分裂状態に陥った。時同じくして北インドには、強力なハルジー朝が興り、スンダラ・パーンディヤは、ハルジー朝に援軍を求めた。ハルジー朝のマリク・カーフールは南インドへ遠征軍を率い、ヤーダヴァ朝、カーカティヤ朝、ホイサラ朝の君主を次々に屈伏させてデリーへ連行し、パーンディヤ朝は、1310年、首都マドゥライに侵攻を受けた。ハルジー朝の軍勢が引き返すと、今度はホイサラ朝とカーカティヤ朝の草刈場のようになり、カーカティヤ朝には、カーヴェリ川下流域のティルチラパッリまで進入を許し、チョーラ朝の故地の大半を奪われるような状況にまで陥った。もはやパーンディヤ朝は王朝の実態を留めていなかった。14世紀中葉、ヴィジャヤナガル朝が興るとパーンディヤ朝の版図のほとんどは吸収され、マドゥライにはイスラム王国が建国された。ただし、パーンディヤ家自身は17世紀までティルチラパッリ周辺の小領主として生き残ったようである。

## 歴代君主

### 4 - 6世紀のパーンディヤ朝歴代君主
- カドゥンゴーン（Kadungon）（位560? - 590?, 位590? - 620?）
- マーラヴァルマン・アヴァニューシュラーマニ（Maravarman Avani Culamani）（位590? - 620?, 位620? - 645?）
- シェーンダーン（Cezhiyan Cendan）（位620? - 640?、位645? - 670?）
- アリケーシャリ・マーラヴァルマン（Arikesari Maravarman Nindraseer Nedumaaran）（位640? - 674?, 位670?-700?）
- コーチャダイヤン（Kochadaiyan Ranadhiran）（位675? - 730, 位700? - 730）
- アリケーサリ・パランクサ・マーラヴァルマン・ラージャシンハ1世（Arikesari Parankusa Maravarman Rajasinga）（位730 - 765）
- ジャティラ・パラーンタカ・ネドゥンジャダイアン（Jatila Parantaka Nedunjadaiyan）（位765 - 790?, 815?）
- ラサシンガン2世（Rasasingan II）（位790? - 800?）不明
- ヴァラグナン1世（Varagunan I）（位800? - 830?）不明
- シュリーマラ・シュリーヴァラヴァ（Sirmara Srivallabha）（位815?, 830? - 862）：ジャティラ・パラーンタカ・ネドゥンジャダイアンの子
- ヴァラグナヴァルマン2世（Varagunavarman II）（位862? - 880?）
- パラーンタカ・ヴィーラーナーラーヤナ（Parantaka Viranarayana）（位862?,880? - 900?, 905?）：ヴァラグナヴァルマン2世の弟
- マーラヴァルマン・ラージャシンハ2世（Rajasimha II）（位900?, 905? - 920）

### 後期パーンディヤ朝歴代君主
- ジャターヴァルマン・クラーシェカラ（Jatavarman Kulasekara）（位1190 - 1216）
- マーラヴァルマン・スンダラ・パーンディヤ1世（Maravarman Sundara Pandya）（位1216 - 1238）
- スンダラヴァルマン・クラーシェカラ2世（Sundaravaramban Kulasekaran II）（位1238 - 1240）
- マーラヴァルマン・スンダラ・パーンディヤ2世（Maravaramban Sundara Pandiyan II）（位1241 - 1251）
- ジャターヴァルマン・スンダラ・パーンディヤ1世（Jatavarman Sundara Pandyan）（位1251 - 1268）
- マーラヴァルマン・クラーシェカラ1世（Maravaramban Kulasekara Pandyan I）（位1268 - 1309, 1311）
- スンダラ・パーンディヤ（Sundara Pandyan IV）（王位僭称1309 - 1327）
- ヴィーラ・パーンディヤ（Vira Pandyan IV）（王位僭称1309 - 1345）